# Halloween (Misfits)
Halloween è un singolo dei Misfits, pubblicato in 5000 copie (di cui dieci con la copertina in bianco e nero). Scritta per celebrare la tradizione pagana dell'halloween, non ha nulla a che fare con l'omonimo film del 1978 o con l'horror del 1981.
Halloween è stata poi pubblicata in Legacy of Brutality e Collection II, Halloween II solamente in Collection II. Entrambe sono state registrate nuovamente per 12 Hits from Hell, di cui Halloween sarebbe dovuta essere la prima traccia prima della cancellazione. Non fu nemmeno inclusa in 3 Hits from Hell.
Nonostante Doyle sia credenziato come chitarrista nel singolo, in Halloween II a suonare è Bobby Steele.
Sono state eseguite cover della canzone da parte di AFI (in All Hallow's), Alkaline Trio, Dropkick Murphys, Cradle of Filth, The Unseen e The Texas Chainsaw Mascara.
È stata inoltre utilizzata nella cover del 1988 dei Mudhoney dell'omonima canzone dei Sonic Youth come sample, dopo circa 4 minuti e 58 di canzone.
I Samhain hanno registrato Halloween II per November-Coming-Fire.
Halloween II è inclusa nella colonna sonora di Halloween - The Beginning.

## Tracce
Tutte le tracce di Glenn Danzig.

### Lato A
1. Halloween

### Lato B
1. Halloween II

## Credits
- Glenn Danzig - voce
- Jerry Only - basso
- Doyle Wolfgang von Frankenstein - chitarra
- Arthur Googy - batteria
- Bobby Steele - chitarra